# Euproctis koshunensis
Euproctis koshunensis är en fjärilsart som beskrevs av Matsumura 1921. Euproctis koshunensis ingår i släktet Euproctis och familjen tofsspinnare. Inga underarter finns listade i Catalogue of Life.